# Charles George Gordon
Charles George Gordon, CB (Londres, 28 de enero de 1833 - Jartum, 26 de enero de 1885), general británico, apodado Gordon Bajá y Gordon de Jartum, fue un oficial del Ejército Británico, del Cuerpo de Ingenieros Reales y administrador colonial. Se le recuerda sobre todo por sus campañas en China y en el norte de África.

## Primeros años
Gordon nació en Woolwich, Londres, hijo del mayor general Henry William Gordon (1786-1865) y de Elizabeth (Enderby) Gordon (1792-1873). Fue educado en la escuela Fullands, en Taunton, Somerset, y en la Real Academia Militar de Woolwich. Fue comisionado en 1852 como teniente segundo del Cuerpo de Ingenieros Reales, completando su formación en Chatham. Fue ascendido a teniente en 1854.
A Gordon se le asignó primero la construcción de fortificaciones en Milford Haven, Pembrokeshire, Gales. Cuando comenzó la Guerra de Crimea, fue enviado al Imperio ruso, y llegó a Balaklava en enero de 1855. Se le destinó al sitio de Sebastopol y tomó parte en el asalto de la fortaleza desde el 18 de junio hasta el 8 de septiembre. Gordon también participó en la expedición a Kinburn, y volvió a Sebastopol al final de la guerra. Por sus servicios en Crimea, recibió la medalla de la guerra de Crimea y broche. A raíz de la paz, se le adjuntó a una comisión internacional para demarcar la nueva frontera entre el Imperio ruso y el Imperio otomano en Besarabia. Continuó la topografía, demarcando la frontera en Asia Menor. Gordon volvió a Gran Bretaña a finales de 1858, y fue designado como instructor en Chatham. Fue promovido a capitán en abril de 1859.

## China
Después de Crimea, Gordon participó en la campaña de China de 1860 durante la Rebelión Taiping contra los emperadores. A la cabeza de un grupo de europeos, reorganizó el ejército imperial. Permaneció con las fuerzas británicas que ocupaban el norte de China hasta abril de 1862, cuando las tropas, bajo el mando del general William Staveley, se retiraron a Shanghái para proteger el enclave europeo de los rebeldes taiping que amenazaban la ciudad. Reconquistó las insurgentes Suzhou y Changzhou. El ejército de Gordon, «el ejército siempre victorioso», salvó a la dinastía manchú que parecía perdida y acabó rápidamente con los rebeldes.
En 1864, Gordon, colmado de honores y condecoraciones por los chinos, volvió al servicio del Reino Unido con el grado de teniente coronel.

## Egipto

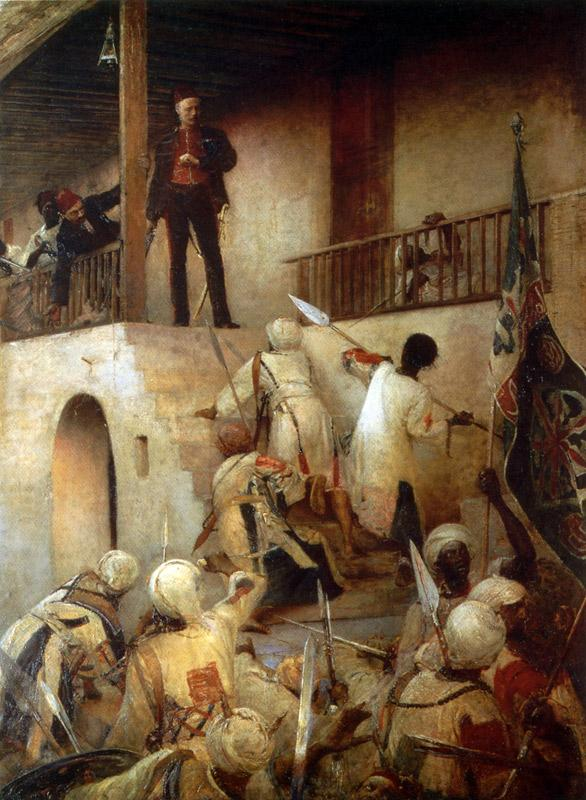
Representación de la muerte de Gordon, por George W. Joy.

En 1874, entró al servicio de Egipto con el grado de coronel del ejército egipcio, fue nombrado gobernador del sur del Sudán anglo-egipcio y llevó las fronteras egipcias hasta Gondokoro. Dimitió en 1879 a la vista de las dificultades con el nuevo Jedive Tewfik Pachá.
Después de servir en la India donde alcanzó el grado de Mayor General, regresó a Egipto en febrero de 1884 para salvar Jartum del asedio establecido por las tropas de Muhammad Ahmad, llamado el Mahdi (Nubia y el Sudán Oriental).
Charles Gordon tenía un carácter religioso y místico; se exaltó en esta misión. Creyó que podría hacer lo que había hecho anteriormente en China y salvar la causa del Reino Unido, esto es a sus ojos, de la civilización. Confiando en sí mismo y en el ascendiente que su energía le daba entre las poblaciones con las que se enfrentaba entró, ante el asombro de Europa, solo en Jartum.
Gordon organizó la defensa de Jartum, con un sitio que comenzó el 18 de marzo de 1884. Los británicos habían decidido abandonar Sudán, pero estaba claro que Gordon tenía otros planes, y la opinión pública reclamaba que se le enviaran refuerzos. No fue hasta agosto cuando el gobierno decidió dar los pasos correspondientes para ayudar a Gordon, pero los refuerzos británicos no estuvieron listos hasta noviembre.
La intervención de Gordon solo sirvió para prolongar la resistencia de la ciudad. Al año siguiente, en 1885, los derviches tomaron la ciudad y Gordon fue decapitado. Cuando los refuerzos ingleses llegaron descubrieron que la ciudad había sido tomada y que Gordon había muerto dos días antes. Después de decapitarlo, los soldados de Mahdi Mohammed Ahmed exhibieron su cabeza clavada en una pica. 
Gordon fue encarnado por el actor Charlton Heston en el filme Khartoum (Basil Dearden, 1966).